# Polimery w Medycynie
Polimery w Medycynie – medyczne czasopismo naukowe wydawane przez Wydawnictwo Uniwersytetu Medycznego im. Piastów Śląskich we Wrocławiu. Redaktorem naczelnym jest dr hab. Mariusz Kusztal. Czasopismo jest rozpowszechniane w trybie otwartego dostępu (open access). Nowy numer ukazuje się raz na pół roku.
„Polimery w Medycynie” są niezależnym, wielodyscyplinarnym forum wymiany informacji naukowej i klinicznej, publikującym prace oryginalne (techniczne, analityczne, doświadczalne, kliniczne), doniesienia wstępne oraz prace poglądowe na temat zastosowania polimerów (naturalnych i sztucznych tworzyw wielkocząsteczkowych) oraz biomateriałów w różnych dziedzinach nauk medycznych (biochemii, medycynie klinicznej, farmakologii, stomatologii, implantologii), biotechnologii oraz weterynarii. Czasopismo wydawane jest od 1971 r. Ministerstwo Nauki i Szkolnictwa Wyższego w ocenie parametrycznej przyznało czasopismu 20 pkt, a Index Copernicus 118,97 pkt.